# 米尔地区利希特瑙
米尔地区利希特瑙是奥地利上奥地利州罗尔巴赫县的一个市镇。总面积10平方公里，总人口552人，人口密度55.2人/平方公里（2005年）。